# Punaluʻu Black Sand Beach
 (juillet 2025).
Punaluʻu Black Sand Beach est une plage proche à Nāʻālehu dans l'île de Hawaii, dans l'Etat de Hawaï, aux États-Unis. En langue hawaïenne, puna luʻu signifie « plongeur de source ». La plage est de sable noir en raison des coulées de lave volcanique. Punaluʻu est fréquenté par des tortues imbriquées et des tortues vertes en voie de disparition, que l’on peut souvent voir se prélasser sur le sable noir.